# Solarno jadro
Solarno jadro tudi sončno, svetlobno ali '''fotonsko jadro''' je način pogona vesoljskih plovil. Fotoni zadenejo jadro in s tem povzročijo majhen sevalni - radiacijski tlak, ki lahko požene plovilo do visokih hitrostih. Jadra so izdelana iz ultratankega in ultralahkega materiala za čimvečje sposobnosti. Solarna jadra bi lahko poganjali tudi z usmerjenim laserskim žarkom, s tem bi povečali obseg delovanja.  
Solarna jadra bi lahko v prihodnosti znatno pocenila transport v vesolju. Ne potrebujejo goriva, imajo malo gibljivih delov in se lahko uporabijo večkrat. Solarna jadra delujejo najbolj efektivno v bližini Sonca ali drugih zvezd, s povečano razdaljo se zmanjšuje, npr. pri planetu Merkur (0,387 AE) je 9126/m2, na Zemlji (1 AE) pa samo 1367/m2.